# Neb Sarai
Neb Sarai es una ciudad censal situada en el distrito de Delhi sur,  en el territorio de la capital nacional,  Delhi (India). Su población es de 15640 habitantes (2011). 

## Demografía
Según el censo de 2011 la población de Neb Sarai era de 15640 habitantes, de los cuales 8219 eran hombres y 7421 eran mujeres. Neb Sarai tiene una tasa media de alfabetización del 87,18%, superior a la media estatal del 86,21%: la alfabetización masculina es del 91,94%, y la alfabetización femenina del 81,87%.